# Willian José de Souza
Willian José de Souza, conhecido como Amaral (Goiânia, 7 de outubro de 1986), é um ex-futebolista brasileiro que atuava como volante.

## Carreira

### Goiás
Criado nas categorias de base do Goiás, Amaral começou sua carreira em 2005. Ao longo dos anos, se destacou no time goiano, assim virando titular absoluto do time. Ganhando visibilidade e importância no clube, Amaral ganhou a braçadeira de capitão.
Torcedor declarado do clube, Amaral se notabilizou não apenas como um grande marcador, mas também como um jogador decisivo na bola aérea, tanto que se acostumou a fazer gols de cabeça e virou arma imprescindível para o time.

### Palmeiras
Em dezembro de 2014, após ter destaque pelo Goiás, Amaral assinou um contrato de três anos com o Palmeiras, após o fim de seu vínculo com o clube goiano, onde permaneceu por nove anos. Amaral também foi procurado pelo Flamengo e Internacional.
Em dezembro de 2015, sagrou-se campeão da Copa do Brasil de 2015 pela equipe na decisão contra o Santos que representou a primeira finalíssima da história disputada no Allianz Parque.

### Chapecoense
Pela Chapecoense, o volante marcou o segundo gol do time no amistoso contra o time do Palmeiras, na data de 21/01/2017.

## Títulos
Goiás
- Campeonato Goiano: 2006, 2009, 2012 e 2013
- Campeonato Brasileiro - Série B: 2012

Palmeiras
- Copa do Brasil: 2015[2]

Chapecoense
- Campeonato Catarinense: 2017